# Stadion Bonifika
Stadion Bonifika – wielofunkcyjny stadion w mieście Koper, w Słowenii. 

## Charakterystyka
Został otwarty w 1962 roku. Obiekt może pomieścić 4221 widzów. Swoje spotkania rozgrywa na nim drużyna FC Koper.